# Młyńsko (województwo warmińsko-mazurskie)
Młyńsko – osada w Polsce położona w województwie warmińsko-mazurskim, w powiecie szczycieńskim, w gminie Szczytno.
Osada położona przy drodze krajowej 53 do Szczytna ok. 4 km. W osadzie hotel przydrożny z restauracją.
W latach 1975–1998 miejscowość administracyjnie należała do województwa olsztyńskiego.